# Sveriges Teatermuseum
Sveriges Teatermuseum var ett svenskt museum för svensk scenkonst, beläget i Gäddviken i Nacka. Museet upphörde i maj 2011 som självständigt museum och uppgick i Musik- och teatermuseet under Statens musikverk. 2013 stängde Musik- och teatermuseet för ombyggnad och renovering samt bytte namn till Scenkonstmuseet, vilket invigdes 11 februari 2017.

## Historia
Sveriges Teatermuseum har sitt ursprung i Drottningholms teatermuseum. "Stiftelsen Drottningholms teatermuseum", som grundades 1922 av teaterforskaren Agne Beijer, fungerade sedan 1945 som en stiftelse med statsbidrag.
Stiftelsen hade två verksamhetsområden: musei-, biblioteks- och arkivverksamhet (Sveriges Teatermuseum) samt föreställningsverksamhet på Drottningholms slottsteater, vilka var för sig har bedrivits självständigt under stiftelsens nämnd.
År 2010 slogs museet samman med Musikmuseet och Marionettmuseet till Musik- och teatermuseet i Musikmuseets lokaler på Sibyllegatan 2 i Stockholm. Huvudsakliga delen av arkiv och bibliotek överfördes samtidigt till det nybildade Musik- och teaterbiblioteket på Torsgatan 19, medan vissa delar kvarstannade i museets tidigare lokaler i Gäddviken.

## Arkiv och bibliotek
I museet samlades material och handlingar (arkiv, bibliotek, fototek) såsom bland annat rollböcker och rollistor över äldre och nuvarande svenska skådespelare (från olika teaterarkiv runt om i landet), fotoarkiv med rollporträtt och fotografier från uppsättningar, även originalmanus (regimanus), med mera, från svenska uppsättningar (från både Dramaten, Stockholms stadsteater, Riksteatern, Kungliga Operan och från de flesta av landets största teatrar), samlingar av programblad och teateraffischer, enskilda personarkiv över äldre skådespelare, regissörer och andra scenkonstnärer, en mängd scenkläder från berömda uppsättningar, scenografi- och kostymskisser, tecknade rollporträtt, masker, med flera föremål, samt ett omfattande bibliotek för speciallitteratur inom teater, opera och dans.
Teatermuseet hade i lokalerna i Gäddviken även utställningsmontrar, en museisal, läsesal med forskarrum samt magasin för de teater-, opera- och danshistoriska samlingarna.

## Chefer
- Inga Lewenhaupt 1998–2006
- Peter Gripewall 2006–09